# Château de Montclair
Pour les articles homonymes, voir Montclair.
Le château de Montclair est un édifice en ruines situé sur le territoire de la commune allemande de Mettlach, en Sarre.

## Toponymie
En allemand : Burg Montclair et Munzlar.
Au XVIIIe siècle, Augustin Calmet mentionne ce château sous les orthographes de MONT-CLER et MONT-CLAIR.

## Historique
Au Moyen Âge, le château était l'une des fortifications les plus importantes de la basse Sarre et servait d'artère de circulation pour contrôler le fleuve. D'une longueur de près de 900 mètres, le complexe précédent « Alt-Montclair », qui a été démoli en 1351, était l'un des plus grands châteaux du Haut Moyen Âge en Allemagne.
L'emplacement favorable de l'éperon montagneux environnant a incité la population indigène celtique à construire un mur de protection, qui se trouve à deux kilomètres à l'est des ruines du château médiéval de Montclair. On peut supposer que l'éperon montagneux de la Saarschleife a été utilisé comme refuge celtique. On peut y déceler des traces des Romains sur la pente raide face au soleil.
Lors de la convention du premier juillet 1778, il fut rappelé que conformément à ce qui avait déjà été stipulé en 1661, entre la France et l’Électeur de Trêves, le fort et le château de Montclair ne pourraient jamais être relevés ni rétablis.